# Akalat à dos roux
Illadopsis turdina
Espèce
Statut de conservation UICN

 LC  : Préoccupation mineure
L’Akalat à dos roux (Illadopsis turdina) est une espèce de passereaux de la famille des Pellorneidae.
Elle a auparavant été classée dans les Sylviidae puis les Timaliidae.

## Habitat
Il habite les forêts et les zones de broussailles  humides tropicales et subtropicales en plaine.

## Répartition et sous-espèces
Son aire dissoute s'étend à travers l'Afrique centrale.
Selon la classification de référence du Congrès ornithologique international (15.1, 2025) :
- I. turdinus harterti Grote, 1921 — centre du Cameroun ;
- I. turdinus turdina Hartlaub, 1883 — Soudan du Sud et nord-est de la RDC ;
- I. turdinus upembae Verheyen, 1951 — sud-est de la RDC, est de l'Angola et nord-ouest de la Zambie.